# Muisven
Muisven is een gehucht op enkele honderden meters ten westen van Gruitrode.
Het gehucht is waarschijnlijk ouder dan Gruitrode. Ze bestaat uit de Sint-Willibrorduskapel en een vijftal boerderijen. In de nabijheid van Muisven werd een begraafplaats uit de ijzertijd aangetroffen.

## Sint-Willibrorduskapel
De Willibrorduskapel werd, naar verluidt, gesticht door de missionaris Willibrord. Bij de kapel bevond zich ook een Willibrordusput.
Hoewel de huidige kapel uit de 2e helft van de 19e eeuw stamt, zou de oorspronkelijke kapel dus veel ouder zijn. Dit is bevestigd door opgravingen welke in 1977 plaatsvonden. Er werd een begraafplaats aangetroffen, en ook de fundering van een ouder gebouwtje, die zich onder de huidige kapel bevond. Dit gebouwtje was opgetrokken uit keien en zwerfstenen. Behalve dit gebouwtje werden de overblijfselen van een houten constructie getraceerd, die waarschijnlijk betrekking had op het achtste-eeuwse missiekerkje. Later kwam er een romaanse kapel, opgetrokken uit breuksteen en Maaskeien. Hiervan bleef het koor bewaard.
Ook nadat in Gruitrode de Sint-Gertrudiskerk was gebouwd bleef aan de kapel een beneficie verbonden en werden er af en toe missen opgedragen door de pastoor van de parochie. In 1715 was sprake van een kleine, vervallen kapel met strodak. In de tweede helft van de 19e eeuw kreeg de betreedbare kapel haar huidige vorm: een bescheiden bakstenen gebouwtje onder zadeldak, voorzien van een dakruitertje.

## Boerderij
Op Muisven 112 vindt men een historische hoeve, waar mogelijk de pastoor was ondergedoken tijdens de Beloken tijd (1796-1801). In 1803 werd de hoeve, na een brand, herbouwd, getuige een gevelsteen: Gemetst door Jan Hontes en zijn zoon Michael.